# Working with God
Albums de Melvins
Pinkus Abortion Technician
(2018) Five Legged Dog
(2021)
Working with God est un album des Melvins sorti en 2021 sur le label Ipecac Recordings. 
Sorti le 26 février 2021, il est le 24e album du groupe,,. 
L'album est élu en 2021 comme le 32e meilleur album de rock/metal. 

## Titres[7]
| 1.    | I Fuck Around (Reprise de la chanson des Beach Boys I Get Around)            | 2:20 |
| 2.    | Negative No No                                                               | 3:51 |
| 3.    | Bouncing Rick                                                                | 3:39 |
| 4.    | Caddy Daddy                                                                  | 4:26 |
| 5.    | 1 Brian, the Horse-Faced Goon                                                | 0:43 |
| 6.    | Brian, the Horse-Faced Goon                                                  | 2:06 |
| 7.    | Boy Mike                                                                     | 3:47 |
| 8.    | 1 Fuck You (Reprise de la chanson de Harry Nilsson You're Breakin' My Heart) | 2:28 |
| 9.    | Fuck You                                                                     | 0:11 |
| 10.   | The Great Good Place                                                         | 3:51 |
| 11.   | Hot Fish                                                                     | 5:00 |
| 12.   | Hund                                                                         | 3:15 |
| 13.   | Good Night Sweetheart                                                        | 2:10 |
| 37:47 |                                                                              |      |

## Musiciens
- Buzz Osborne : voix, guitare électrique
- Dale Crover : basse, batterie, voix
- Mike Dillard : batterie, voix